# 객사 (드라마)
객사는 한국방송공사 1TV 특집드라마이다.

## 제작진
- 극본 : 차범석
- 연출 : 최상현

## 출연진
- 박병호
- 서우림
- 여운계
- 연규진
- 이호재
- 정영숙
- 최명수
- 한진희